# Исландское море
Исла́ндское мо́ре — море Северного Ледовитого океана, простирающееся к северу и востоку от Исландии. Одно из Скандинавских морей. Ограничено: Исландией — на юге, Гренландей — на западе, островом Ян-Майен — на севере, Фарерскими островами — на востоке. Сообщается с Норвежским морем на востоке, Гренландским морем — на севере, Атлантическим океаном — на юге. Океанический хребет Кольбейнсей разделяет Исландское море на восточную и западную части.
Преобладают глубины в пределах 500—2000 м. Наибольшая глубина — 2795 м.
Крупнейшими течениями в данном районе Северного Ледовитого океана являются Восточно-Исландское течение и Восточно-Гренландское течение.

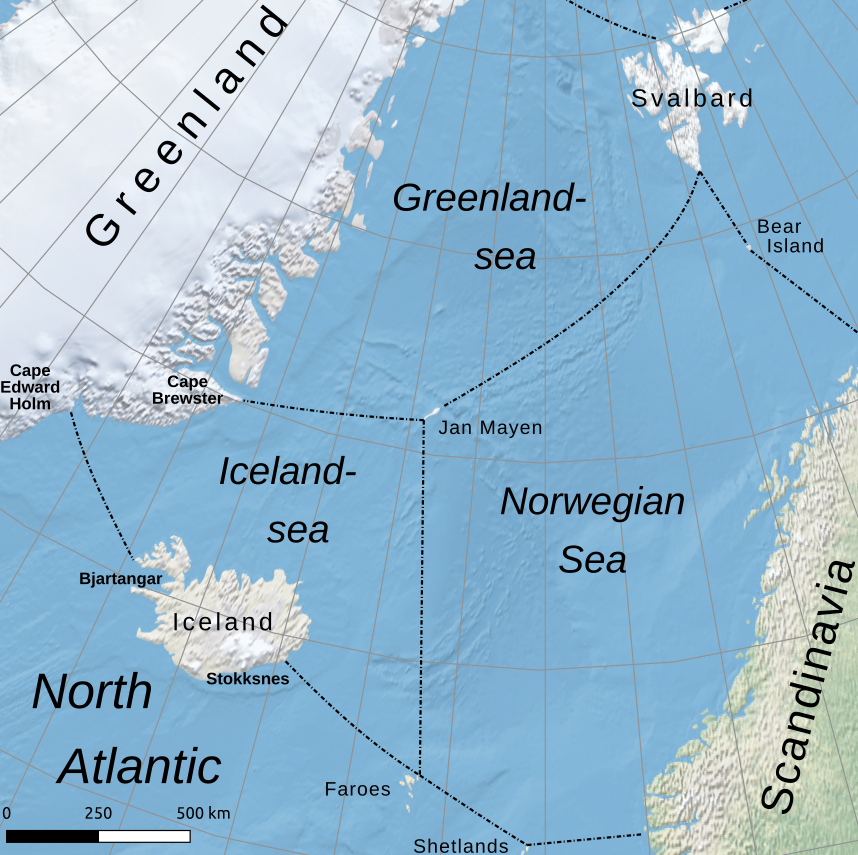
Границы Исландского, Норвежского и Гренландского морей предлагаемые в проекте Международной гидрографической организации

Международная гидрографическая организация в действующем на данный момент третьем издании официального документа, определяющем границы морей, океанов и заливов, никак не выделяет и не именует соответствующую часть мирового океана, тем не менее Исландское море включено в проект четвёртого издания.